# Reichenau (ø)
Klosterøen Reichenau er en ø Bodensøen i Tyskland. Øen er den største i søen og har ca 3.200 indbyggere (2008). Den er fra 2000 opført på UNESCOs liste over verdens kulturarv. Benediktinerklosteret som findes på øen, spillede en vigtig religiøs og kulturel rolle i denne del af Europa fra 800 til 1000-tallet.
Reichenauøen er del af Reichenau kommune i Landkreis Konstanz i den tyske delstat Baden-Württemberg. Øen er det kulturelle og administrative centrum i kommunen som også omfatter et område på fastlandet.

## Geografi og erhvervsliv
Reichenauøen ligger i vestenden af Bodensøen, nærmere bestemt Untersee, mellem Konstanz og Radolfzell. Den er knyttet til fastlandet med en dæmning opført i 1838. Dæmningen blev opført på initiativ af Napoleon 3. som tilbragte sine ungdomsår på Schloss Arenenberg på den schweiziske side af søen.
Øens højeste punkt ligger på 438,7 meter over havet og rager ca. 43 meter over vandspejlet i Bodensøen. Reichenau er 4,5 kilometer lang, 1,5 kilometer bred og dækker et område på 4,3 kvadratkilometer. Reichenau er den største ø i søen og mere end seks gange større end den næststørste, Lindau. Siden 1980'erne er øen også den mest folkerige ø i Bodensøen og har i dag (2011) mellem 3.200 og 3.300 indbyggere og dermed ca. 60 % af kommunens befolkning.
Der findes tre landsbyer på Reichenauøen: Oberzell, Mittelzell og Niederzell. Landsbyerne har intet klart centrum, men er præget af spredt bebyggelse.
Ud over turisme består erhvervslivet hovedsagelig af produktion af grønsager, vin og blomster.

## Seværdigheder
Klosterkirken St. Maria og Markus i Mittelzell var klosteret Reichenaus hovedkirke og sæde for klostrets abbed. Kirken blev indviet i 816. St. Peter og Paulkirken i Niederzell mod nordvest på øen, er en søjlebasilika i romansk stil. Kirken blev færdigygget i 1134 og gennemgik en omfattende renovering fra 1750 til 1760. Georgskirken i Oberzell er også en basilika og blev oprindelig opført ca. 900. Borgruinerne i Schopflen er fra 1000-tallet til 1100-tallet og ligger længst mod øst på øen.

## Galeri
- Havnen
på sydsiden
- Basilika St. Georg
i Oberzell
- Klosterkirken i Mittelzell
- St. Peter og Paulkirken
i Niederzell